# Bettringen
Bettringen ist mit über 9000 Einwohnern der größte Stadtteil von Schwäbisch Gmünd. Die aus Oberbettringen und Unterbettringen bestehende Gemeinde ließ sich am 1. April 1959 eingemeinden und bildet nach Rehnenhof-Wetzgau den zweitältesten Stadtteil von Schwäbisch Gmünd. Bis 1934 hieß die Gemeinde Oberbettringen, zu der auch Unterbettringen gehörte. Am 16. April 1934 beschloss der Gemeinderat die Umbenennung.

## Geographie
Die beiden Ortsteile Bettringens werden durch den Strümpfelbach getrennt. Oberbettringen (407 m über NN) liegt nördlich des Strümpfelbaches, Unterbettringen (350 m über NN) größtenteils südlich. In der Nähe des Lindenhofs liegt der höchste Punkt mit 549 m über NN. Die Markung von Oberbettringen beträgt 588 ha, die von Unterbettringen 498 ha.
Die Nord-Süd-Ausdehnung Bettringens beträgt 3,9 km, die Ost-West-Achse 4,7 km.
Von Bettringen hat man, durch die hohe Lage, gute Sicht auf die Drei Kaiserberge, die Stadt Schwäbisch Gmünd und das nähere Umland.

### Umliegende Ortschaften
Mit Ausnahme von Waldstetten sind alle an Bettringen angrenzenden Ortschaften Teil von Schwäbisch Gmünd, bzw. Schwäbisch Gmünd selbst.
- Schwäbisch Gmünd
- Bargau
- Weiler in den Bergen
- Waldstetten
- Hussenhofen

## Geschichte

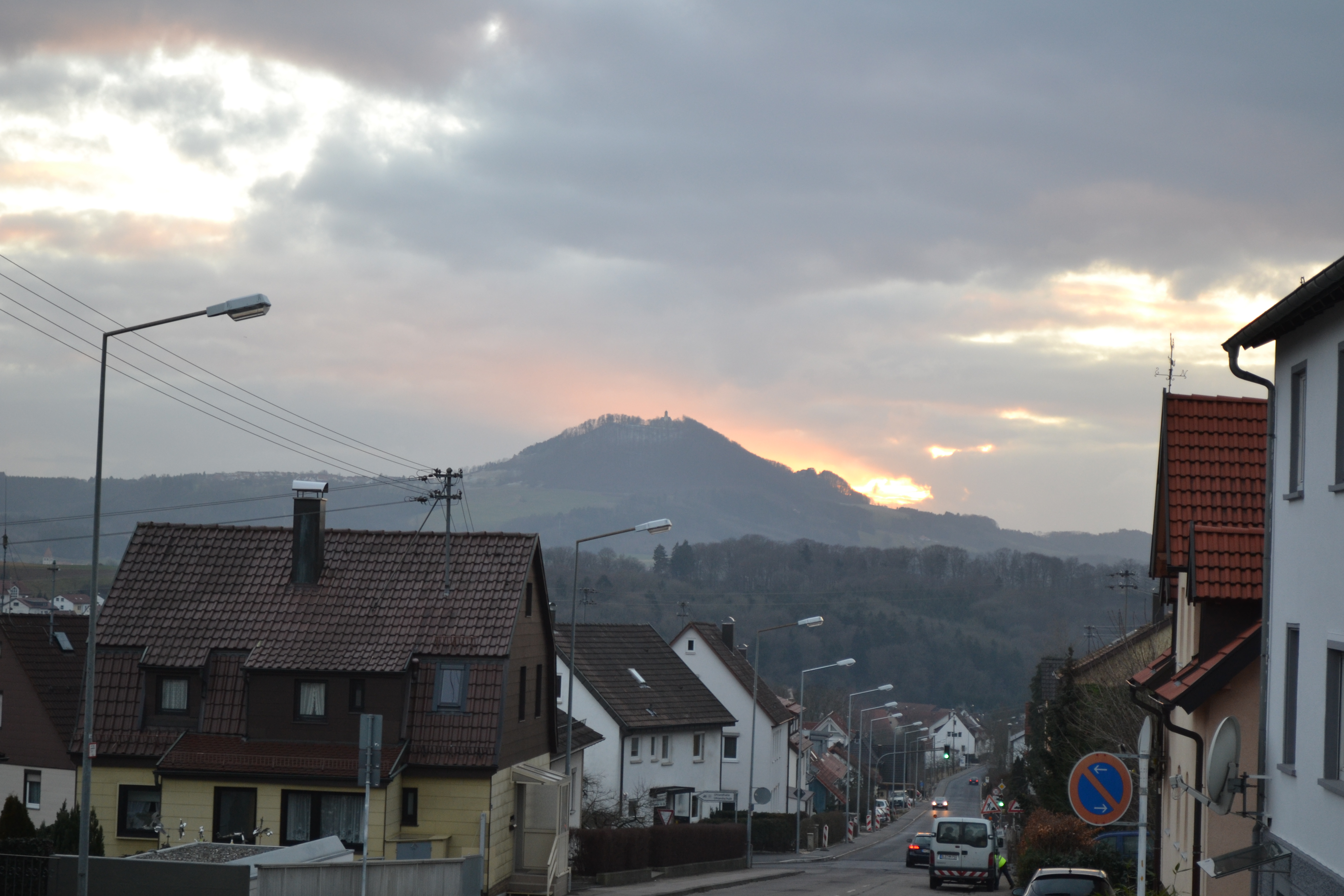
Der Rechberg von Bettringen aus gesehen

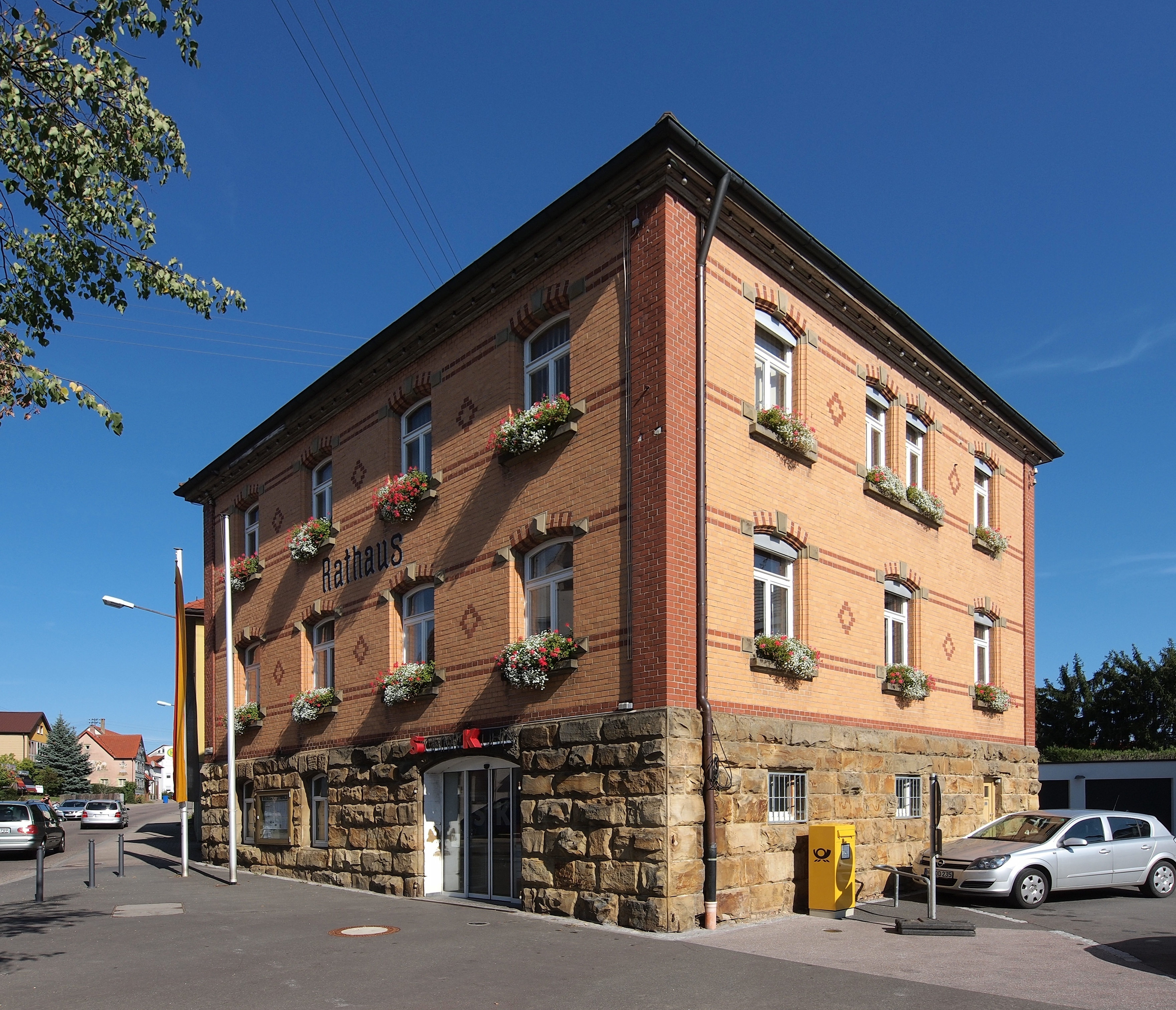
Das ehemalige Bettringer Rathaus

Der Ortsname Bettringen leitet sich von dem Rufnamen Bathari ab und gehört damit zu den patronymischen ingen-Namen.
Die Ersterwähnung von Bettringen (Beteringen) stammt aus dem Jahr 1218. Im (heute stark beschädigten) Roten Buch des Klosters Lorch (um 1500) ist eine Urkunde überliefert, die eine Schenkung von Leibeigenen durch eine adelige Frau Hadewig von Bettringen beurkundet.
Erst ab dem 15. Jahrhundert sind die Namen Oberbettringen und Unterbettringen belegt, zuvor war immer nur von Bettringen die Rede. Der größere Ort war Oberbettringen. Im 15. Jahrhundert erscheinen Oberbettringen und Unterbettringen als selbständige Gemeinden. Beide gehörten in der frühen Neuzeit zum Landgebiet der Reichsstadt Schwäbisch Gmünd, zur Vogtei Bettringen, deren Sitz sich im „Bettringer Turm“, dem Festen Haus der sich nach Bettringen nennenden Adelsfamilie, befand. Der Bettringer Turm musste 1813 dem Neubau der Oberbettringer Pfarrkirche weichen.
Nachweisbar ist der Rechteübergang an die Reichsstadt Schwäbisch Gmünd bzw. an das von der Reichsstadt beherrschte Spital zum Heiligen Geist nur für Oberbettringen. 1464 verkaufte Jörg von Horkheim die Dorfherrschaft über Oberbettringen nebst einigen Gütern und Rechten an das Spital. Die Dorfherrschaft und zugehörige Rechte erscheint erstmals 1437 zur Hälfte als Lehen der Grafen von Helfenstein. 1437 stellte Melchior von Horkheim als Stellvertreter der Kinder seines verstorbenen Vetters Claus von Horkheim Graf Friedrich von Helfenstein eine Urkunde über die erfolgte Belehnung aus. Zuvor waren vermutlich die Herren von Bettringen und nach ihnen die Gmünder Familie Schätzer Ortsherren in Oberbettringen.
1870 gehörte zur Gemeinde Ober-Bettringen das Pfarrdorf Ober-Bettringen mit 508 Einwohnern und der Weiler Unter-Bettringen mit 305 Einwohnern (sowie die Höfe Bergwiesen-Schafhaus mit 3 Einwohnern und Lindenhof mit 13 Einwohnern).
Der Lindenhof (1439 Hof zum Gruntlach) heißt erst seit dem 16. Jahrhundert Lindenhof. Von 1916 bis 1934 war die Stadt Stuttgart Eigentümerin, ab 1934 das Deutsche Reich. Die Hofgebäude und 60 ha Grund blieben der Gemeinde erhalten.

### Turmburg Bettringen
Die Herren von Bettringen sind von 1218 bis 1347 in einigen wenigen Urkunden (1218, 1307, 1319, 1324, 1347) belegt. Dass sie im Bettringer Turm ansässig waren, geht aus der Urkunde von 1347 hervor, in der sie ein Anwesen eintauschen, das an ihren „berfrit“ (Bergfried) in Bettringen angrenzte. Das Geschlecht der Herren von Bettringen ist wohl im 14. Jahrhundert erloschen; der Turm wurde jedoch weiterhin genutzt. Zu Beginn des 19. Jahrhunderts wurde die Turmburg schließlich abgebrochen, um Baumaterial für die Pfarrkirche St. Cyriakus zu gewinnen.
→ siehe Hauptartikel: Turmburg Bettringen

### Burg Bettringen

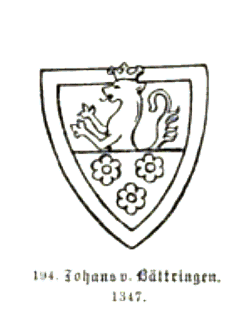
Wappen Johanns von Bettringen

Wem die nördlich von Bettringen am Klostersturz nachweisbare ehemalige Burganlage gehörte, ist nicht bekannt. Sie wurde Ende des 15. Jahrhunderts von der alten Gmünder Bürgerfamilie Wolf, inzwischen geadelt als Wolf von Wolfsthal, im Rückblick als (fiktiver) Stammsitz „Burg Wolfstal“ beansprucht.
In den Quellen des 14. Jahrhunderts erscheint eine Burg Bettringen. 1365 wurde eine „Burg“ (im Sinne von: Herrschaftsgebiet) von den Herren von Rechberg verkauft, zu der kein einziges Bauerngut in Ober- oder Unterbettringen gehörte. Mit Ausnahme des abgetrennten Besitzes in Weiler in den Bergen entspricht die „Burg Bettringen“ der Urkunden von 1365 und 1379 dem 1476 bezeugten rechbergischen Amt Bargau. Klaus Graf stellte daher 1980 die These auf, dass mit der „Burg Bettringen“ im 14. Jahrhundert in Wirklichkeit die Burg Bargau gemeint sei. Strobel akzeptierte diese Annahme.

### Eingemeindung
Die Eingemeindung Bettringens in die Stadt Schwäbisch Gmünd fand noch vor der Gebietsreform in Baden-Württemberg statt. Es handelte sich dabei um eine freiwillige Eingemeindung. Bettringen war nach Wetzgau die zweite Gemeinde, die sich der Verwaltung von Schwäbisch Gmünd unterstellte.

## Politik
Ortsvorsteher von Bettringen ist Stadtrat Karl-Andreas Tickert (Bündnis 90/Die Grünen).

### Ortschaftsrat
Der Ortschaftsrat setzt sich wie folgt zusammen (Stand September 2024):
- CDU: 7
- Grüne: 6
- SPD: 3

## Religionen

### Katholiken

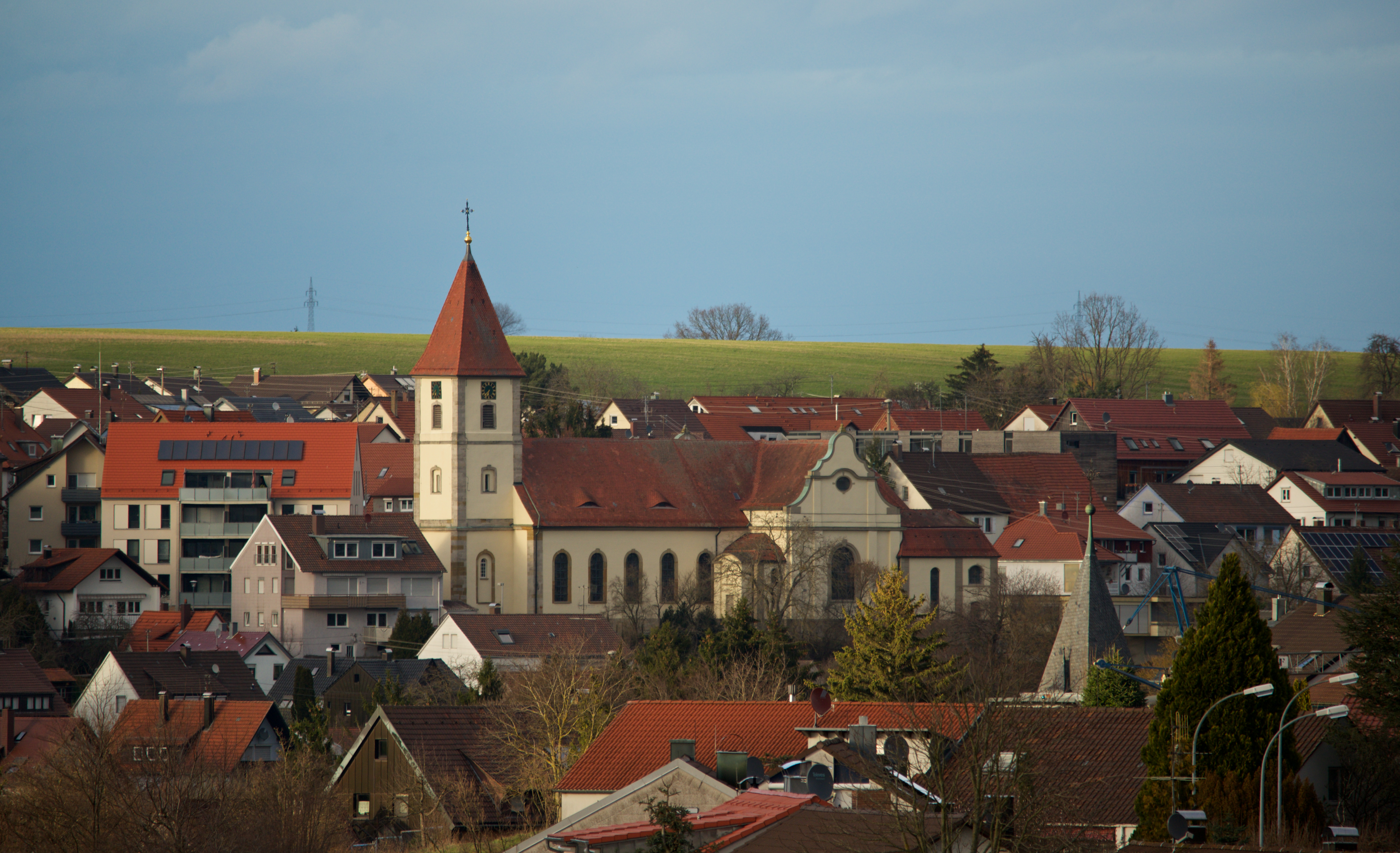
Die St.-Cyriakus-Kirche

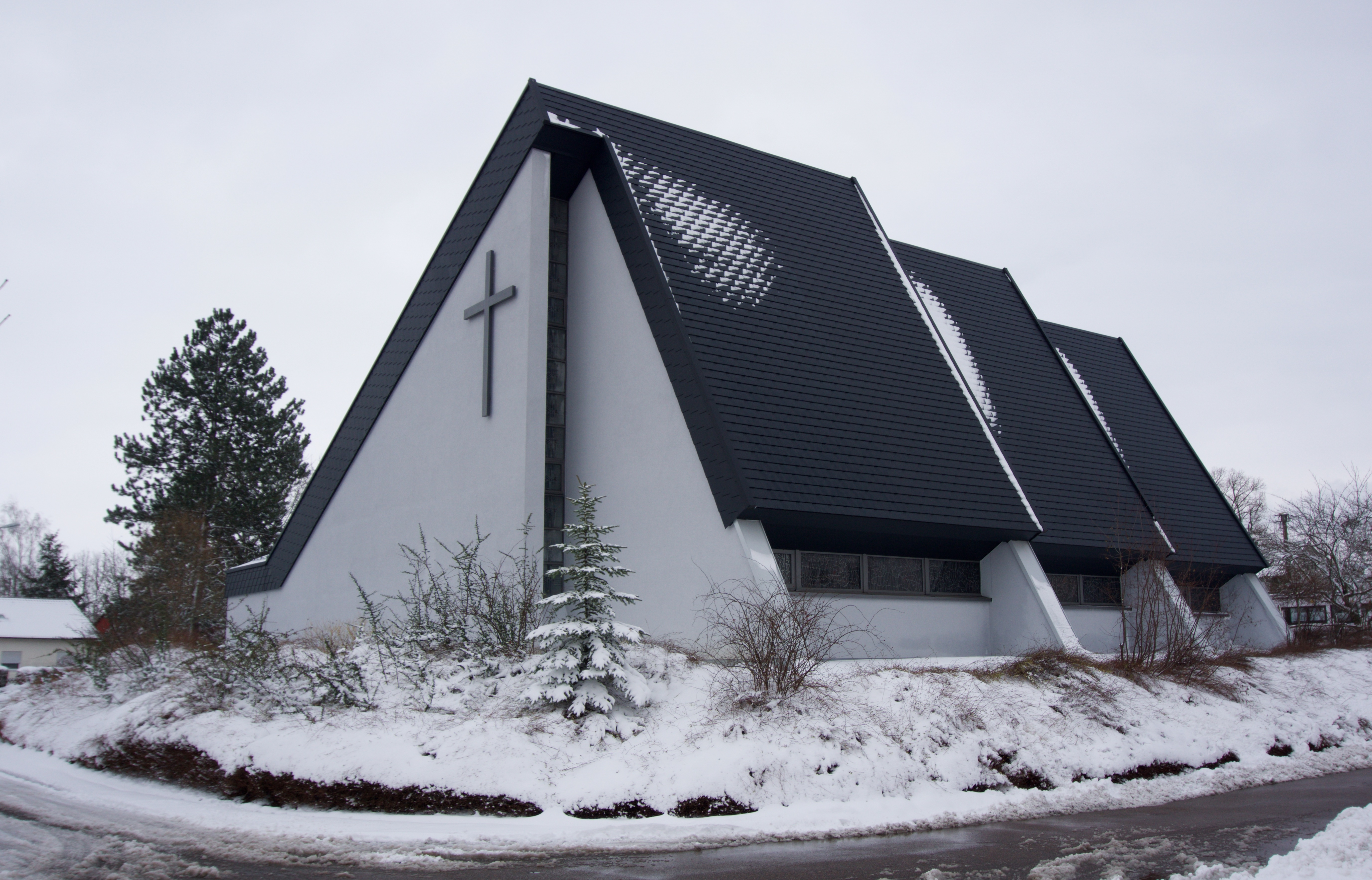
Auferstehung-Christi-Kirche im Lindenfeld

Die katholische Gemeinde St. Cyriakus in Bettringen ist Teil und Pfarrsitz der Seelsorgeeinheit Unterm Bernhardus im Dekanat Ostalb und hat rund 5000 Mitglieder.
Dienstags bis sonntags findet täglich in mindestens einer der drei Kirchen des Stadtteils, St. Cyriakus, St. Ottilia oder Auferstehung-Christi-Kirche, ein Gottesdienst statt. Es werden auch auf dem Lindenfeld und in der Begegnungsstätte Riedäcker katholische, aber auch ökumenische Gottesdienste abgehalten. Im 14. Jahrhundert gab es zudem in Bettringen eine St. Mauritius-Kirche.

#### Felixkapelle

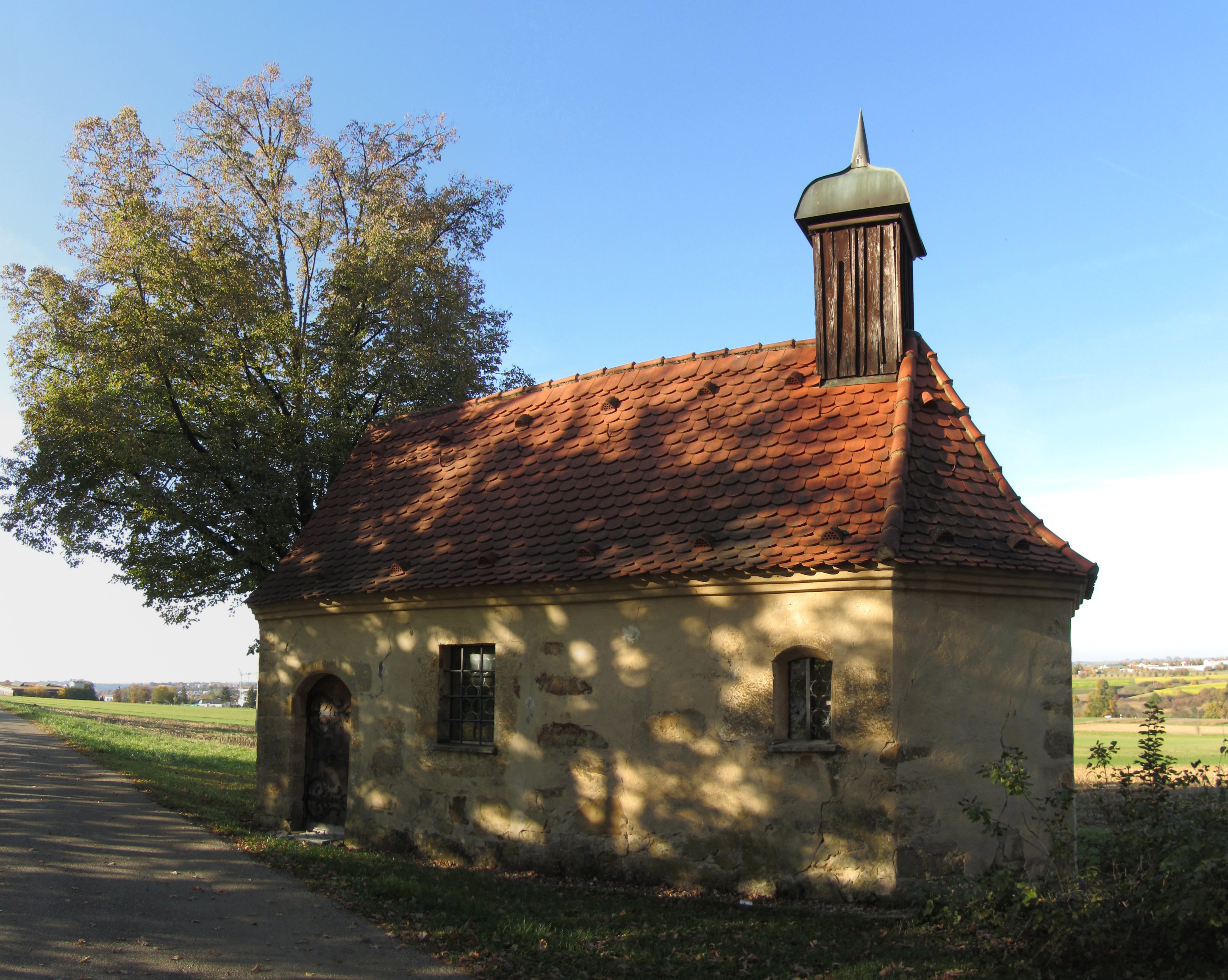
Die Felixkapelle beim Lindenhof

Die Felixkapelle wurde 1713 gebaut und befindet sich nahe der Stiftung Haus Lindenhof. 1780 wurde die Feier der Heiligen Messe in der dem heiligen Felix geweihte Kapelle erlaubt. Nach Nutzung durch die Hardtkaserne und als Gänsestall, wird die Kapelle 1980 neu geweiht. Mit der Neuweihe einher ging die Wiederaufnahme der Öschprozessions-Tradition. Vor dem Westgiebel der Kapelle steht ein Sandsteinkreuz aus dem 16. Jahrhundert. In der Kapelle gibt es eine barocke Felix-Holzfigur und ein neugotisches Holzbretterkreuz sowie ein Sandsteintaufbecken aus dem 18. Jahrhundert.

### Protestanten
Vor allem durch den Zustrom der Heimatvertriebenen ließen sich nach 1945 viele Protestanten im ursprünglich überwiegend katholischen Bettringen nieder.

#### Friedensgemeinde
Die Friedenskirche entstand 1961, sieben Jahre später wurde die evangelische Versöhnungskirche auf dem Lindenfeld eingeweiht. 1986 das Gemeindezentrum Arche im Baugebiet Bettringen-Nordwest, das zur Friedenskirchengemeinde Schwäbisch Gmünd gehört. Die Kirchengemeinde wurde 1971 gegründet und gehört zum Kirchenbezirk Schwäbisch Gmünd.

#### Baptisten/ev. Freikirche
Die evangelische Baptistengemeinde Schwäbisch Gmünd unterhält Gottesdiensträume in Bettringen und hat hier auch ihren Verwaltungssitz.

### Ökumene
Das ökumenische Leben der katholischen und protestantischen Gemeinde ist vielfältig ausgeprägt. So werden mehrere Aktionen gemeinsam betrieben. Höhepunkt ist der alljährliche Pfingstgottesdienst, der im Wechsel von Katholiken und Protestanten ausgetragen wird.

## Kultur

### Vereine
In Bettringen gibt es ein florierendes Vereinsleben. Neben dem Sportverein, der SG Bettringen 1885 e. V., die acht Abteilungen umfasst (Fußball, Schach, Leichtathletik, Tennis, Tischtennis, Fitness-Gesundheit-Turnen, Volleyball und Handball, welche sich seit 2019 in einer Spielgemeinschaft mit dem Tv Bargau befindet), dem Musikverein Bettringen 1900 e. V. und dem Reit- und Fahr Verein sowie den Kleintierzuchtverein, gibt es das Deutsche Rote Kreuz Ortsverein Bettringen, den Liederkranz Bettringen e. V. 1870, Schlaraffia Gaudia mundi, KunstContraNot e. V. Zudem gibt es kirchliche Vereine, bzw. Vereine, die zu den Kirchengemeinden (Kirchenchor, Ministrantengemeinschaft, "KJG" u. a.) gehören und viele andere Vereine.
Eine Besonderheit in Bettringen sind die Altersgenossenvereine (AGV). Generell sind die Altersgenossenvereine zentral in Schwäbisch Gmünd für alle Stadtteile organisiert.
Regelmäßig veranstalten die Vereine verschiedenste kulturelle Angebote, die häufig in Kooperation untereinander und mit der Stadt und der Ortschaft organisiert und ausgeführt werden, so z. B. das alljährliche Fronleichnamsfest, welches von Kirche und Vereinen getragen und veranstaltet wird.

## Wappen
Mit Erlass des baden-württembergischen Innenministeriums vom 29. November 1957 wurde der Gemeinde Bettringen als Wappen verliehen: In gespaltenem Schild vorne in Silber (Weiß) ein nach rechts gekehrter roter Löwe, hinten in Rot ein silbernes (weißes) Doppelkreuz. Während das Doppelkreuz an das Gmünder Spital erinnert, verweist der Löwe auf die Herren von Rechberg.
Wie alle Wappen und Flaggen der ehemals selbständigen Gemeinden ist das Bettringer Wappen als amtliches Bildkennzeichen mit der Eingemeindung erloschen.

## Wirtschaft
Bettringen hat Beschäftigte in allen Wirtschaftssektoren, von Landwirtschaft über Industrie und Handwerk bis hin zu Dienstleistung und Forschung. Große Arbeitgeber sind die Barmer Ersatzkasse, die in Bettringen einen der beiden Standorte ihrer Hauptverwaltung hat; die Robert Bosch Automotive Steering GmbH (bis 30. Januar 2015: ZF Lenksysteme GmbH), die im Gewerbegebiet Gügling eines ihrer größeren Werke unterhält, sowie Erhard & Söhne und voestalpine Automotive Components Schwäbisch Gmünd.

## Infrastruktur
Bettringen ist in das Nahverkehrssystem von Schwäbisch Gmünd eingebunden und wird mit den Linien 1, 2 und 3 des Stadtbus Gmünd unter anderem mit den umliegenden Städten und Gemeinden Heubach, Lauterstein und Waldstetten und dem Schwäbisch Gmünder Stadtzentrum verbunden.
Durch Bettringen verläuft ein Teil der Glaubenswege, einem regionalen Projekt der Städte und Gemeinden Schwäbisch Gmünd, Göppingen, Heubach, Lauterstein, Waldstetten, Ottenbach, Bartholomä und Essingen.
Bettringen liegt als Stadtteil von Schwäbisch Gmünd in der Metropolregion Stuttgart.

## Bezirke
Bettringen lässt sich in mehrere Bezirke unterteilen. Zu Oberbettringen gehören neben Oberbettringen das Wohngebiet Hirschfeld und das Baugebiet Nordwest. Zu Unterbettringen gehören das Wohngebiet Riedäcker, das Wohngebiet Lindenfeld, das Wohngebiet Kirchäcker und der Lindenhof.

### Baugebiet Bettringen Nordwest
Die „Skyline“ von Schwäbisch Gmünd wird wesentlich durch die Hochhäuser des Baugebiets zwischen dem westlichen Ortsrand von Bettringen und der Hardtkaserne geprägt. Die Erschließungsarbeiten begannen 1968. Bis 1974 wurden 1010 Wohnungen fertiggestellt.

### Gewerbegebiet Gügling und Schwedenschanze
Der Gewerbepark Gügling stellt das größte zusammenhängende Gewerbegebiet Ostwürttembergs dar. Die in der Nähe gelegene Schwedenschanze konnte auf Luftbildern wiederentdeckt werden. Vermutlich handelt es sich um ein vor- und frühgeschichtliches Objekt möglicherweise römischen Ursprungs, eher nicht um eine keltische Viereckschanze.

### Wohngebiet Riedäcker
Südlich des Wohngebiets In der Vorstadt entstand das Wohngebiet Riedäcker mit der Seniorenbegegnungsstätte Riedäcker, in welchem die katholische und evangelische Kirchengemeinde abwechselnd freitags ihre Gottesdienste feiern.

## Bildung

### Schulen
Der Ort verfügt über zwei Schulzentren. Das Schulzentrum Strümpfelbach mit dem Scheffold-Gymnasium, der Adalbert-Stifter-Realschule und der Freien Waldorfschule in Unterbettringen. Des Weiteren befindet sich ein Kreisberufsschulzentrum des Ostalbkreises mit drei Gymnasien, einem Berufskolleg, einer Berufsschule und anderen gewerblichen Schulen in Oberbettringen. Zudem verfügt der Ort über eine Grund- und Werkrealschule, die Uhlandschule sowie über die Martinusschule der Stiftung Haus Lindenhof, ein Sonderpädagogisches Bildungs- und Beratungszentrum mit dem Förderschwerpunkt geistige, körperliche und motorische Entwicklung, das in einigen staatlichen Regelschulen Kooperative Organisationsformen unterhält.

## Einrichtungen

### Haus Lindenhof
1974 wurde der Grundstein für die große katholische Behinderten- und Alteneinrichtung Stiftung Haus Lindenhof gelegt. Die Stiftung ist heute ein regional agierendes Unternehmen mit zirka 1500 Mitarbeitern, welches in ihren Einrichtungen rund 2000 Menschen betreut.

### Das Bettringer Freibad

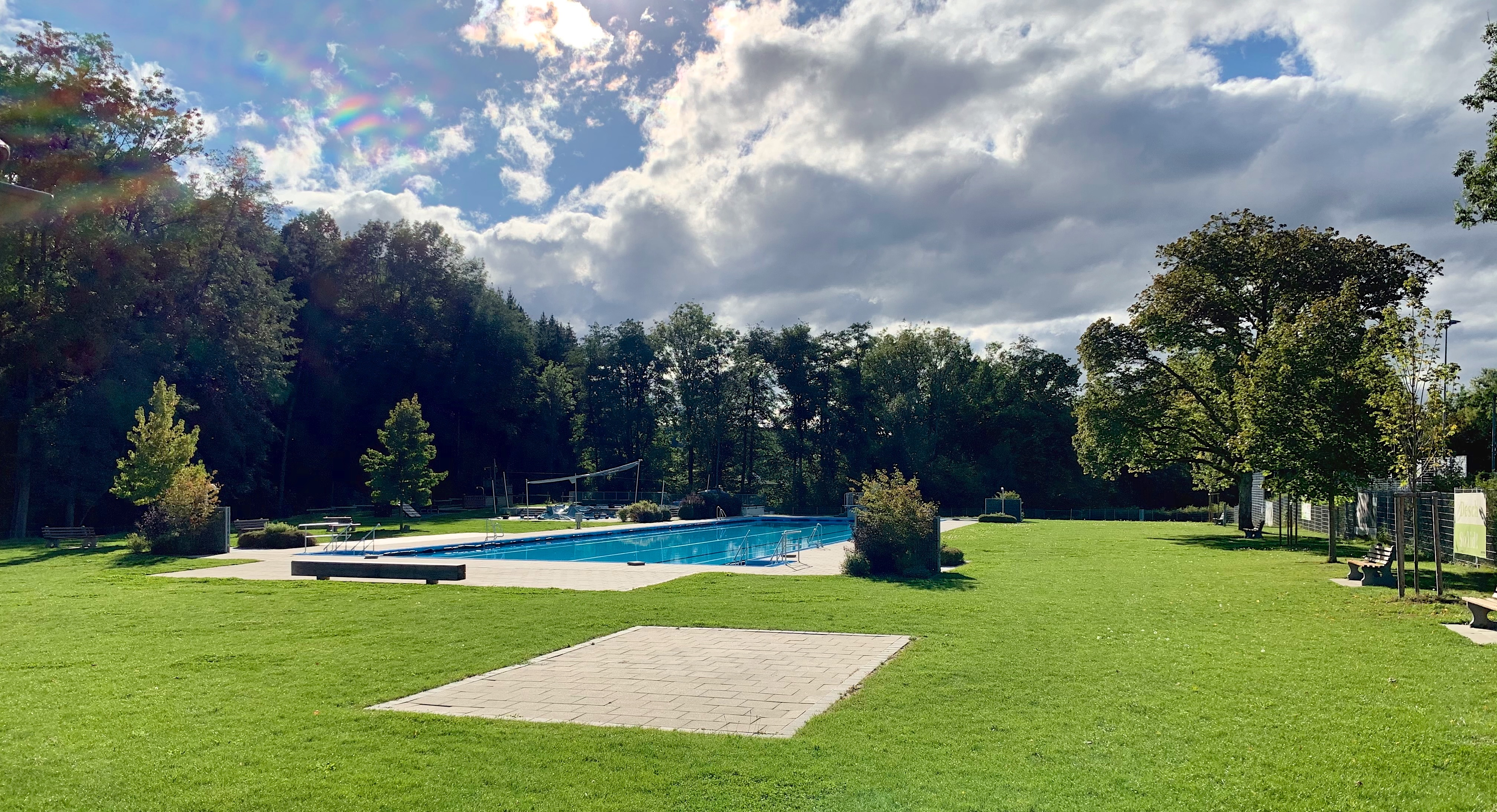
Bettringer Freibad

Das Bettringer Freibad hat ein unbeheiztes Schwimmbecken mit abgetrennten Nichtschwimmer- und Schwimmerbereichen, ein Sprungbrett und mehrere Sprungblöcke, ein Beachvolleyballfeld, ein Freiluftschachfeld, mehrere Liegewiesen und ein Kinderbecken, sowie einen Kiosk und eine Kneipe. Die Umkleidekabinen sind überdacht. Lange Zeit wurde über die Schließung des Bades verhandelt, welche durch engagierte Bürger, den Jugendausschuss der Kirchengemeinde St. Cyriakus und inzwischen durch den Förderverein Freibad Bettringen e. V. abgewendet wurde.

### Oderstraße 8
Das Jugendzentrum Oderstraße 8 ist ein Jugendhaus in Bettringen, welches von der katholischen St. Cyriakus Gemeinde und der evangelischen Friedensgemeinde betrieben wird.

## Persönlichkeiten

### Söhne und Töchter der Gemeinde
- Michael Grimm (1821–1877), Lehrer, Lokalhistoriker und Autor; geboren in Unterbettringen
- Elisabeth Schirle (* 1936), Regionaloberin des Säkularinstitutes der Frauen von Schönstatt in Südamerika
- Andreas Hofmann (* 1986), Fußballer

### Persönlichkeiten
- Franz Egger (1882–1945), Pfarrer und Opfer des Nationalsozialismus; Pfarrverweser in Oberbettringen
- Konrad Burkhardt (1894–1978), Landrat des Landkreises Schwäbisch Gmünd, lebte in Bettringen
- Dieter Schulte (* 1941), Politiker (CDU), von 1969 bis 1998 MdB, lebt in Bettringen
- Stefan Scheffold (* 1959), Politiker (CDU); von 1993 bis 1997 Vorsitzender des CDU-Ortsverbands
- Achim Feifel (* 1964), Fußballspieler und Trainer

## Trivia
Der Ortsneckname für die Bettringer Bürger lautet „Halbhierige“ (dt.: „Halbhirnige“).